# The Woman in the Wall
The Woman in the Wall är en irländsk thrillerserie vars första säsong hade premiär den 27 augusti 2023. Första säsongen bestod av sex avsnitt. Serien är skapad av Joe Murtagh som även medverkat i skrivandet av series manus.

## Handling
Serien kretsar kring Lorna Brady som en morgon när hon vaknar finner en död kropp i huset. Då hon brukar gå i sömnen är hon osäker på vad som verkligen skett.

## Rollista (i urval)
- Ruth Wilson - Lorna Brady
- Abby Fitz - Lorna, som ung
- Daryl McCormack - Colman Akande
- Nicolas Nunes de Souza - Colman, som ung
- Simon Delaney -  Aidan Massey
- Philippa Dunne - Niamh
- Mark Huberman - Michael Kearney
- Hilda Fay - Amy Kane
- Frances Tomelty - Sister Eileen
- Dermot Crowley - James Coyle
- Caoimhe Farren - Clemence Tooley
- Ardal O'Hanlon - Dara
- Aisling O’Neill - Mrs. Moran